# Montaguto
Montaguto község (comune) Olaszország Campania régiójában, Avellino megyében.

## Fekvése
A megye északkeleti részén fekszik. Határai: Greci, Orsara di Puglia, Panni és Savignano Irpino.

## Története
Első említése a 10. századból származik. A következő századokban nemesi birtok volt. A 19. században nyerte el önállóságát, amikor a Nápolyi Királyságban felszámolták a feudalizmust.

## Népessége
A népesség számának alakulása:

## Főbb látnivalói
- Palazzo Iagulli
- Palazzo Procaccini